# Skoczów
Skoczów (udtale: Sko-choof [ˈskɔt͡ʂuf]  ( hør), tysk: Skotschau, tjekkisk: Skočov) er en by i den   sydlige  del af  voivodskabet Schlesien i  det sydlige Polen. Byen  har 13.814(2021) indbyggere og et areal på	9,79  km², og er en del af powiatet Cieszyn. 

## Historie
Den allerførste bosættelse i området blev etableret af en slavisk stamme kaldet Golensizi omkring det 7. århundrede på en naturligt forsvarsbakke over dalen af floden Bładnica og kløften kaldet Piekiełko ca. 2 km sydøst for byens centrum inden for grænserne af det moderne Międzyświeć.
Formentlig er den ældste omtale af Skoczów  fra det dokument, der angiveligt blev udstedt i 1232 af Mieszko, dux Oppoliensis et dominus Tessinensis et Ratiboriensis (implicit Mieszko 2. den fede) for en ridder Przecho fra Zabłocie; blandt vidner er en hertugskribent, Mikołaj fra Coczow (Skoczów). Nogle forskere betragter dog dokumentet for at være falsk.
I slutningen af 1469 eller begyndelsen af 1470 blev Skoczów ødelagt af brand, som brændte alle tildelte privilegier og andre dokumenter. 26. januar 1470 fornyede og udvidede hertugen af Cieszyn alle borgerlige privilegier. En skole og et hospital med et kapel er nævnt i et dokument fra 1482. Under reformationen under Wenceslaus 3. Adam styre var det domineret af lutheranere, som overtog sognekirken, og senere også hospitalets kapel. På det tidspunkt blev Jan Sarkander født her. I årene 1573-1577 under Wenceslaus 3. Adam, blev byen sammen med Strumień og deres omkringliggende landsbyer solgt til Gottard von Logau og dannede et statsland. 
Det 17. århundrede var katastrofalt for Skoczów såvel som for hele regionen. På grund af Trediveårskrigen blev befolkningen reduceret med omkring 25-30%.